# Bangana decorus
Bangana decorus és una espècie de peix cipriniforme de la família dels ciprínids.